# Gerhard Gerhardsson
Gerhard Gerhardsson, född 2 juli 1792 i Fällfors, Byske socken, död 9 mars 1878 i Burträsks socken, var en svensk hantverkare och religiös folkledare.
Gerhard Gerhardsson var son till bonden Gerdt Nilsson. Han växte upp i ett religiöst hem, arbetade som ung vid föräldrarnas jordbruk men gick aldrig i skola, även om han på egen hand lärde sig läsa och skriva. Gerhard Gerhardsson genomgick 1814–1815 en religiös kris som medförde att han under påverkan från herrnhutismen starkare betonade att tron var rättfärdiggörelsens enda grund och att frälsningen var helt beroende av Guds nåd. Han lärde sig kardmakaryrket som gav honom tillfälle att genomresa stora delar av Västerbotten under vilka resor han även ägnade sig åt predikan. Gerhard Gerhardsson kom tillsammans med Anders Larsson i Norrlångträsk att få stor betydelse för nyläseriets uppkomst och befästande i Västerbotten. Han var även förgrundsgestalt i de strider mellan nyläsarna och svensk kyrkans representanter, som 1822 ledde till upphävandet av konventikelplakatets bestämmelser för Västerbottens del. Efter hand avlägsnade sig dock Gerhard Gerhardsson alltmer från nyläsarna. Genom studier av Henric Schartaus skrifter kom han under inflytande från denne och bidrog till att göra Schartau känd och uppskattad i Norrland. Inflytandet från Schartau gjorde honom även till en stark motståndare till all kyrklig separation. Hans Samlade skrifter utgavs av hans vänner 1878 och ännu vid mitten av 1900-talet fanns "gerharditer" som betraktade Gerhard Gerhardssons skrifter som sina främsta uppbyggelseböcker.